# نارین قلعه (سردرود)
نارین قلعۀ سردرود در پارک مرخونی در ارتفاعات سردرود واقع شده‌است و قدمت آن به هزارهٔ اول پیش از میلاد مسیح می‌رسد. سردرود بالای تپهٔ کم‌ارتفاعی از دامنه‌های سهند در نزدیکی شهر تبریز قرار دارد. سردرود به غیر از نارین قلعه، آثار کهن دیگری چون مزار قیس، مزار سلطان پیر، کاروانسرا‌ها و آب‌انبار‌ها و قنات‌ها و چشمه‌های قدیمی دارد. نام سردرود را به دورهٔ اورارتویی ساردوری یا سر دور دوم مربوط به سدهٔ هشتم پیش از میلاد نسبت می‌دهند. اورارتوها یکی از دو امپراطوری آن دوران به همراه آشوریان بودند که بنا به نوشتهٔ دیاکونوف در کتاب تاریخ ماد ساردوری دوم در سال ۷۴۳ از میلاد، به دست تیگلت پیلسر سوم فرمان‌روای آشور کشته شد.
ابعاد قلعه پانصد متر در هفت صدمتر و ارتفاع آن ۵/۱۴ متر بوده‌است. با این حال خارج از دیوارهای کنونی قلعه نیز در حین شخم زدن، تعداد زیادی سفال مربوط به دوران‌های مختلف تاریخ پیدا شده‌است. در بخش مرکزی قلعه تعدادی قلوه سنگ پراکنده شده، که این سنگ‌ها احتمالاً اجزای یک تأسیسات درون قلعه هستند که در طول گذر زمان از بین رفته‌است.
آثار سفالینه‌های مربوط به دورهٔ اورارتو در دورن دیوارهای چینه‌ای قلعه‌های اسلامی منطقه به دست آمده که با توجه به آثار سفالینه‌های پراکنده از دوران مختلف در سطح قلعه و برج و بارو و دیوارهای چینه‌ای با قطر ۲ متر و ارتفاع بیش از ۶ متر، می‌توان حدس زد که قلعه بعد از ویرانی به دلیل موقعیت ممتازش مجدداً در ادوار مختلف به کار گرفته شده‌است. این را تکه سفال‌های قرمز، ساده سفال‌های پارتی و سفال‌های لعابدار منقوش دوران اسلامی قرون ۷ و ۸ تأیید می‌کند.
در ته بخش شرقی قلعه در بالای تپه‌ای کوچک موسوم به تابیه چندین گور قدیمی دیده می‌شوند که روی استخوان‌ها با گل اخرا پوشانیده شده‌است. آثار آخرین استقرار در این محل، نشانه‌های برج و باروی دوران اسلامی را داراست که به تدریج در حال از بین رفتن هستند.
این قلعه با توجه به قدمت آن که به هزارهٔ اول پیش از میلاد مسیح می‌رسد و به لحاظ موقعیت ممتاز جغرافیایی و دست نخوردگی آن، اطلاعات با ارزش از فرهنگ و هنر گذشتگان ایران را ارائه می‌نماید.
این قلعه به شمارهٔ ۶۱۷۱ در تاریخ ۱۳۸۱/۷/۷ در فهرست میراث (یادمان‌های) فرهنگی درآمده‌است.